# Copa Africana de Naciones Sub-20 de 2021
La Copa Africana de Naciones Sub-20 de 2021 fue la 22.ª edición del torneo internacional bienal de fútbol sub-20 organizado por la Confederación Africana de Fútbol (CAF). El campeonato se llevó a cabo en Mauritania del 14 de febrero al 6 de marzo de 2021.
Esta fue la primera edición de la Copa Africana de Naciones Sub-20 que se expandió a 12 equipos en lugar de ocho. Los cuatro mejores equipos del torneo normalmente se habrían clasificado para la Copa Mundial de Fútbol Sub-20 de 2021 en Indonesia como representantes de la CAF. Sin embargo, la FIFA decidió cancelar el torneo el 24 de diciembre de 2020 debido a la pandemia de COVID-19.

## Equipos participantes
En cursiva, los equipos debutantes. 
| Equipos participantes | Equipos participantes | Equipos participantes    | Equipos participantes |
| --------------------- | --------------------- | ------------------------ | --------------------- |
| Burkina Faso          | Ghana                 | Mozambique               | Tanzania              |
| Camerún               | Marruecos             | Namibia                  | Túnez                 |
| Gambia                | Mauritania (H)        | República Centroafricana | Uganda                |

## Sedes
| Mauritania                    | Mauritania                 |
| Nuakchot                      | Nuakchot                   |
| ----------------------------- | -------------------------- |
| Stade Olympique               | Stade Cheikha Ould Boïdiya |
| Capacidad: 20,000             | Capacidad: 8,200           |
|                               |                            |
| Nouadhibou                    | Nuakchot Nouadhibou        |
| Stade Municipal de Nouadhibou | Nuakchot Nouadhibou        |
| Capacidad: 10,300             | Nuakchot Nouadhibou        |

## Primera fase

### Grupo A
| Equipo     | Pts | PJ | PG | PE | PP | GF | GC | Dif |
| ---------- | --- | -- | -- | -- | -- | -- | -- | --- |
| Camerún    | 9   | 3  | 3  | 0  | 0  | 6  | 1  | +5  |
| Uganda     | 6   | 3  | 2  | 0  | 1  | 4  | 2  | +2  |
| Mauritania | 3   | 3  | 1  | 0  | 2  | 3  | 3  | 0   |
| Mozambique | 0   | 3  | 0  | 0  | 3  | 1  | 8  | -7  |

| 14 de febrero de 2021 | Mauritania | 0:1 (0:0) | Camerún      | Estadio Olímpico de Nuakchot, Nuakchot, Mauritania |                                       |
| 21:00                 |            | Reporte   | - 81' Sunday | Árbitro(s): Mutaz Ibrahim Al-Shalmani              | Árbitro(s): Mutaz Ibrahim Al-Shalmani |

| 15 de febrero de 2021 | Uganda                               | 2:0 (0:0) | Mozambique | Estadio Olímpico de Nuakchot, Nuakchot, Mauritania |                                |
| 14:00                 | - Kakooza 57' (pen.) - Sserwadda 86' | Reporte   |            | Árbitro(s): Mohamed Ali Moussa                     | Árbitro(s): Mohamed Ali Moussa |

| 17 de febrero de 2021 | Camerún      | 1:0 (1:0) | Uganda | Estadio Olímpico de Nuakchot, Nuakchot, Mauritania |                                   |
| 17:00                 | - Sunday 32' | Reporte   |        | Árbitro(s): Souleiman Ahmed Djama                  | Árbitro(s): Souleiman Ahmed Djama |

| 17 de febrero de 2021 | Mauritania                    | 2:0 (2:0) | Mozambique | Estadio Olímpico de Nuakchot, Nuakchot, Mauritania |                             |
| 20:00                 | - M'Bareck 19' - Sankharé 29' | Reporte   |            | Árbitro(s): Al Hadi Mahamat                        | Árbitro(s): Al Hadi Mahamat |

| 20 de febrero de 2021 | Mozambique      | 1:4 (0:2) | Camerún                                   | Estadio Cheikha Ould Boïdiya, Nuakchot, Mauritania |                              |
| 20:00                 | - Lorenzoni 85' | Reporte   | - 8', 45' Eto'o - 47' Prince - 87' Yahaya | Árbitro(s): Akhona Makhalima                       | Árbitro(s): Akhona Makhalima |

| 20 de febrero de 2021 | Mauritania            | 1:2 (1:0) | Uganda                               | Estadio Olímpico de Nuakchot, Nuakchot, Mauritania |                            |
| 20:00                 | - Sanghare 37' (pen.) | Reporte   | - 60' Sserwadda - 87' (pen.) Kakooza | Árbitro(s): Kalilou Traore                         | Árbitro(s): Kalilou Traore |

### Grupo B
| Equipo                   | Pts | PJ | PG | PE | PP | GF | GC | Dif |
| ------------------------ | --- | -- | -- | -- | -- | -- | -- | --- |
| Burkina Faso             | 7   | 3  | 2  | 1  | 0  | 4  | 1  | +3  |
| República Centroafricana | 4   | 3  | 1  | 1  | 1  | 4  | 5  | -1  |
| Túnez                    | 4   | 3  | 1  | 1  | 1  | 3  | 2  | -1  |
| Namibia                  | 1   | 3  | 0  | 1  | 2  | 1  | 4  | -3  |

| 15 de febrero de 2021 | Burkina Faso | 0:0     | Túnez | Estadio Cheikha Ould Boïdiya, Nuakchot, Mauritania |                             |
| 17:00                 |              | Reporte |       | Árbitro(s): Samuel Uwikunda                        | Árbitro(s): Samuel Uwikunda |

| 15 de febrero de 2021 | Namibia       | 1:1 (0:0) | República Centroafricana | Estadio Cheikha Ould Boïdiya, Nuakchot, Mauritania |                               |
| 20:00                 | - Kandjii 81' | Reporte   | - 53' Yangao             | Árbitro(s): Blaise Yuven Ngwa                      | Árbitro(s): Blaise Yuven Ngwa |

| 18 de febrero de 2021 | Túnez                   | 2:0 (1:0) | Namibia | Estadio Cheikha Ould Boïdiya, Nuakchot, Mauritania |                            |
| 17:00                 | - Lamti 28' - Ayari 48' | Reporte   |         | Árbitro(s): Adalbert Diouf                         | Árbitro(s): Adalbert Diouf |

| 18 de febrero de 2021 | Burkina Faso | 1:3 (1:1) | República Centroafricana                       | Estadio Cheikha Ould Boïdiya, Nuakchot, Mauritania |                           |
| 20:00                 | - Ngoma 32'  | Reporte   | - 45+1' Negawabloua - 52' Chardey - 77' Beleme | Árbitro(s): Celso Alvação                          | Árbitro(s): Celso Alvação |

| 21 de febrero de 2021 | Burkina Faso | 1:0 (0:0) | Namibia | Estadio Cheikha Ould Boïdiya, Nuakchot, Mauritania |                                |
| 20:00                 | - Botué 90'  | Reporte   |         | Árbitro(s): Mohamed Ali Moussa                     | Árbitro(s): Mohamed Ali Moussa |

| 21 de febrero de 2021 | Túnez               | 1:2 (1:1) | República Centroafricana    | Estadio Olímpico de Nuakchot, Nuakchot, Mauritania |                             |
| 20:00                 | - Labidi 24' (pen.) | Reporte   | - 5' Gombe-Fei - 6' Yapéndé | Árbitro(s): Messie Nkounkou                        | Árbitro(s): Messie Nkounkou |

### Grupo C
| Equipo    | Pts | PJ | PG | PE | PP | GF | GC | Dif |
| --------- | --- | -- | -- | -- | -- | -- | -- | --- |
| Marruecos | 7   | 3  | 2  | 1  | 0  | 4  | 0  | +4  |
| Gambia    | 4   | 3  | 1  | 1  | 1  | 3  | 3  | 0   |
| Ghana     | 4   | 3  | 1  | 1  | 1  | 5  | 2  | +3  |
| Tanzania  | 1   | 3  | 0  | 1  | 2  | 1  | 8  | -7  |

| 16 de febrero de 2021 | Ghana                                      | 4:0 (2:0) | Tanzania | Estadio Municipal de Nuakchot, Nuakchot, Mauritania |                          |
| 17:00                 | - Boah 3', 71' - Issahaku 30' - Barnes 89' | Reporte   |          | Árbitro(s): Mehrez Melki                            | Árbitro(s): Mehrez Melki |

| 16 de febrero de 2021 | Gambia | 0:1 (0:1) | Marruecos             | Estadio Municipal de Nuakchot, Nuakchot, Mauritania |                                        |
| 20:00                 |        | Reporte   | - 26' (pen.) Moubarik | Árbitro(s): Mahmood Ali Mahmood Ismail              | Árbitro(s): Mahmood Ali Mahmood Ismail |

| 19 de febrero de 2021 | Tanzania     | 1:1 (0:1) | Gambia       | Estadio Municipal de Nuakchot, Nuakchot, Mauritania |                                   |
| 17:00                 | - Dismas 88' | Reporte   | - 39' Bojang | Árbitro(s): Pierre Ghislain Atcho                   | Árbitro(s): Pierre Ghislain Atcho |

| 19 de febrero de 2021 | Marruecos | 0:0     | Ghana | Estadio Municipal de Nuakchot, Nuakchot, Mauritania |                            |
| 20:00                 |           | Reporte |       | Árbitro(s): Abdelaziz Bouh                          | Árbitro(s): Abdelaziz Bouh |

| 22 de febrero de 2021 | Ghana      | 1:2 (1:2) | Gambia                     | Estadio Municipal de Nuakchot, Nuakchot, Mauritania |                           |
| 20:00                 | - Fataw 9' | Reporte   | - 16' Drammeh - 33' Jallow | Árbitro(s): Jean Ouattara                           | Árbitro(s): Jean Ouattara |

| 22 de febrero de 2021 | Marruecos                                       | 3:0 (3:0) | Tanzania | Estadio Olímpico de Nuakchot, Nuakchot, Mauritania |                             |
| 20:00                 | - Moubarik 4' (pen.) - Essahel 8' - Mouloua 13' | Reporte   |          | Árbitro(s): Samuel Uwikunda                        | Árbitro(s): Samuel Uwikunda |

## Fase final

### Cuadro
|  | Cuartos de final         | Cuartos de final   |                    |       | Semifinales  | Semifinales  |  |  | Final              | Final |
|  |                          |                    |                    |       |              |              |  |  |                    |       |
|  | 25 de febrero de 2021    |                    |                    |       |              |              |  |  |                    |       |
|  |                          |                    |                    |       |              |              |  |  |                    |       |
|  | Camerún                  | 1 (2)              |                    |       |              |              |  |  |                    |       |
|  | Camerún                  | 1 (2)              | 1 de marzo de 2021 |       |              |              |  |  |                    |       |
|  | Ghana (p.)               | 1 (4)              |                    |       |              |              |  |  |                    |       |
|  | Ghana (p.)               | 1 (4)              | Ghana              | 1     |              |              |  |  |                    |       |
|  | 26 de febrero de 2021    |                    | Ghana              | 1     |              |              |  |  |                    |       |
|  |                          | Gambia             | 0                  |       |              |              |  |  |                    |       |
|  | República Centroafricana | Gambia             | 0                  | 0     |              |              |  |  |                    |       |
|  | República Centroafricana |                    | 6 de marzo de 2021 | 0     |              |              |  |  |                    |       |
|  | Gambia                   | 3                  |                    |       |              |              |  |  |                    |       |
|  | Gambia                   | 3                  | Ghana              | 2     |              |              |  |  |                    |       |
|  | 25 de febrero de 2021    |                    | Ghana              | 2     |              |              |  |  |                    |       |
|  |                          | Uganda             | 0                  |       |              |              |  |  |                    |       |
|  | Burkina Faso             | Uganda             | 0                  | 0 (3) |              |              |  |  |                    |       |
|  | Burkina Faso             | 1 de marzo de 2021 |                    | 0 (3) |              |              |  |  |                    |       |
|  | Uganda (p.)              | 0 (5)              |                    |       |              |              |  |  |                    |       |
|  | Uganda (p.)              | 0 (5)              | Uganda             | 4     | Tercer lugar | Tercer lugar |  |  |                    |       |
|  | 26 de febrero de 2021    |                    | Uganda             | 4     |              |              |  |  |                    |       |
|  |                          | Túnez              | 1                  |       |              |              |  |  |                    |       |
|  | Marruecos                | Túnez              | 1                  | 0 (1) | Gambia (p.)  | 0 (4)        |  |  |                    |       |
|  | Marruecos                |                    |                    | 0 (1) | Gambia (p.)  | 0 (4)        |  |  |                    |       |
|  | Túnez (p.)               | 0 (4)              |                    | Túnez | 0 (2)        |              |  |  |                    |       |
|  | Túnez (p.)               | 0 (4)              |                    |       | 0 (2)        |              |  |  |                    |       |
|  |                          |                    |                    |       |              |              |  |  | 5 de marzo de 2021 |       |
|  |                          |                    |                    |       |              |              |  |  |                    |       |

### Cuartos de final
| 25 de febrero de 2021 | Camerún                          | 1:1 (0:0, 0:0) (t. s.)(2:4 p.) | Ghana                               | Estadio Olímpico de Nuakchot, Nuakchot, Mauritania |                             |
|                       | - Milla 103'                     | Reporte                        | - 104' Boateng                      | Árbitro(s): Al Hadi Mahamat                        | Árbitro(s): Al Hadi Mahamat |
|                       |                                  | Tiros desde el punto penal     |                                     |                                                    |                             |
|                       | - Alioum - Ibrahim - Ali - Milla |                                | - Afriyie - Assinki - Anokye - Boah |                                                    |                             |

| 25 de febrero de 2021 | Burkina Faso                      | 0:0 (t. s.)(3:5 p.)        | Uganda                                         | Estadio Cheikha Ould Boïdiya, Nuakchot, Mauritania |                               |
|                       |                                   | Reporte                    |                                                | Árbitro(s): Blaise Yuven Ngwa                      | Árbitro(s): Blaise Yuven Ngwa |
|                       |                                   | Tiros desde el punto penal |                                                |                                                    |                               |
|                       | - Djiga - Chardey - Diané - Bamba |                            | - Kakooza - Bukenya - Yiga - Bogere - Semakula |                                                    |                               |

| 26 de febrero de 2021 | Marruecos                        | 0:0 (t. s.)(1:4 p.)        | Túnez                              | Estadio Municipal de Nuakchot, Nuakchot, Mauritania |                           |
|                       |                                  | Reporte                    |                                    | Árbitro(s): Ibrahim Mutaz                           | Árbitro(s): Ibrahim Mutaz |
|                       |                                  | Tiros desde el punto penal |                                    |                                                     |                           |
|                       | - Maouhoub - Moubarik - Zemraoui |                            | - Lamin - Lamti - Mimouni - Labidi |                                                     |                           |

| 26 de febrero de 2021 | República Centroafricana | 0:3 (0:1) | Gambia                                 | Estadio Olímpico de Nuakchot, Nuakchot, Mauritania |                                     |
|                       |                          | Reporte   | - 5' Fofana - 49' Bojang - 90+2' Barry | Árbitro(s): Abdel Aziz Mohamed Bouh                | Árbitro(s): Abdel Aziz Mohamed Bouh |

### Semifinal
| 1 de marzo de 2021 | Ghana      | 1:0 (1:0) | Gambia | Estadio Olímpico de Nuakchot, Nuakchot, Mauritania |                                   |
| 16:00              | - Boah 34' | Reporte   |        | Árbitro(s): Souleiman Ahmed Djama                  | Árbitro(s): Souleiman Ahmed Djama |

| 1 de marzo de 2021 | Uganda                                | 4:1 (2:1) | Túnez       | Estadio Olímpico de Nuakchot, Nuakchot, Mauritania |                                   |
| 19:30              | - Basangwa 4' - Kakooza 36', 50', 73' | Reporte   | - 39' Lamin | Árbitro(s): Pierre Ghislain Atcho                  | Árbitro(s): Pierre Ghislain Atcho |

### Tercer puesto
| 5 de marzo de 2021 | Gambia                                    | 0:0 (4:2 p.)               | Túnez                             | Estadio Cheikha Ould Boïdiya, Nuakchot, Mauritania |                           |
| 20:00              |                                           | Reporte                    |                                   | Árbitro(s): Celso Alvação                          | Árbitro(s): Celso Alvação |
|                    |                                           | Tiros desde el punto penal |                                   |                                                    |                           |
|                    | - Bojang - Njie - Barry - Jallow - Kanteh |                            | - Lamin - Ayari - Labidi - Zghada |                                                    |                           |

### Final
| 6 de marzo de 2021 | Ghana              | 2:0 (1:0) | Uganda | Estadio Olímpico de Nuakchot, Nuakchot, Mauritania |                                     |
| 21:00              | - Afriyie 22', 51' | Reporte   |        | Árbitro(s): Abdel Aziz Mohamed Bouh                | Árbitro(s): Abdel Aziz Mohamed Bouh |

## Campeón
| Copa Africana de Naciones Sub-20 de 2021 |
| ---------------------------------------- |
| Bandera de Ghana                         |
| Ghana 4.º título                         |

## Goleadores
- Actualizado el 6 de marzo de 2021.

| Jugador               | Equipo     | Goles |
| --------------------- | ---------- | ----- |
| Derrick Kakooza       | Uganda     | 5     |
| Percious Boah         | Ghana      | 3     |
| Etienne Eto'o         | Camerún    | 2     |
| Kevin Prince Milla    | Camerún    | 2     |
| Junior Sunday Jang    | Camerún    | 2     |
| Modou Bojang          | Gambia     | 2     |
| Abdul Fatawu Issahaku | Ghana      | 2     |
| Daniel Afriyie        | Ghana      | 2     |
| Silly Sanghare        | Mauritania | 2     |
| El Mehdi El Moubarik  | Marruecos  | 2     |
| Steven Sserwadda      | Uganda     | 2     |